# AGP
AGP (Accelerated Graphical Port) е високоскоростна компютърна шина, специално предназначена за свързване на видеокарти към дънната платка на комютъра, и разработена от Intel. Понастоящем е изместена на пазара от PCI Express шината. Текущата версия на AGP шината е 3.5, с тактова честота 66 MHz, пропускателна способност 2133 MB/s, напрежение 0.8 V. Версии на AGP са AGP Express, AGI, AGX, XGP, AGR.